# Eurypleuron
Eurypleuron es un género de peces marinos actinopeterigios, distribuidos por el océano Pacífico y el océano Índico.

## Especies
Existen solamente dos especies reconocidas en este género:
- Eurypleuron cinereum (Smith, 1955)
- Eurypleuron owasianum (Matsubara, 1953)